# Малоян, Артур Михайлович
Арту́р Миха́йлович Малоя́н (4 февраля 1989, Краснодар) — российский футболист, нападающий.

## Карьера
До 14 лет играл в краснодарской СДЮШОР № 5, потом перешёл в школу московского «Спартака». Дебютировал за основной состав «Спартака» 16 ноября 2008 года в гостевом матче 29-го тура чемпионата России против команды «Луч-Энергия» Владивосток. 27 ноября 2008 года дебютировал в Кубке УЕФА в матче против загребского «Динамо». Всего в 2008 году провёл 2 матча в чемпионате России и 3 матча в Кубке УЕФА. 15 июля 2009 года дебютировал в Кубке России в матче против клуба «Краснодар», забил гол и получил жёлтую карточку.
20 января 2010 года был отдан в аренду в клуб «Салют» Белгород, однако 24 февраля стало известно, что клуб решил расторгнуть арендное соглашение с Малояном. Сезон-2010 провёл в «Урале», на правах аренды. 27 декабря 2010 год был арендован брянским «Динамо».
Летом 2011 года, во время тренировки в брянском «Динамо» получил серьёзную травму — партнёр по команде попал Артуру в голень и это привело к разрыву крестообразных связок правого колена. Из-за этой травмы перенёс четырё операции. Первая операция прошла неудачно, спустя месяц колено распухло, понадобилось ещё две операции, но связка не прижилась. Наконец, четвёртая операция прошла успешно.
15 февраля 2013 года перешёл в ярославский «Шинник». Летом 2014 года на правах аренды оказался в тульском «Арсенале».
13 августа 2016 года перешёл в красноярский «Енисей», контракт был рассчитан на один год. В дебютном матче против ФК «Луч-Энергия» отметился голом.
В 2018 году был арендован «Тюменью», сыграв там 15 матчей.
В 2019 году перешёл в «Урожай», сыграл в 9 встречах.
С 2019 года играл во владикавказской «Алании».
С февраля по декабрь 2021 года выступал в составе клуба «Форте» (Таганрог). Провёл за таганрогский клуб 34 матча во всех турнирах, в которых забил 7 голов.
В декабре 2021 года решил завершить профессиональную карьеру игрока.